# 스마일 엠프티 솔
스마일 엠프티 솔(Smile Empty Soul)은 미국 캘리포니아주 산타클라리타 출신 록 밴드이다.

## 역사
스마일 엠프티 솔은 1999년에 산타클라리타의 서로 다른 학교에 다니던 고등학생들이 모여 결성하였다. 당시에는 보컬이자 기타리스트 숀 대니얼슨, 베이시스트 라이언 마틴, 드러머 데릭 글레드힐로 구성되어 있었다.
라바 레코드와 계약을 맺은 밴드는 2003년에 데뷔 음반 《Smile Empty Soul》을 발매하였다. 두 번째 음반의 작업 중에 드러머가 글레드힐에서 도미닉 위어로 교체되었다. 2005년 9월 22일의 공연에서 밴드는 두 번째 음반 《Anxiety》가 라바 레코드와의 문제로 인해 발매되지 않을 것이라고 말하였다.
밴드는 2006년 7월 13일에 인디 음반사 빌러 브라더스 레코드(Bieler Bros. Records)와 계약을 맺었다. 드러머는 제이크 킬머로 다시 교체되었으며, 마이크 부스가 세컨드 기타리스트로 밴드에 합류하였다. 2006년에 공식적인 후속 음반 《Vultures》를 발매하였다. 2007년 4월 경, 마이클 부스가 밴드를 탈퇴하였다.

## 멤버
- 숀 대니얼슨(Sean Danielsen) - 보컬, 리드 기타
- 라이언 마틴(Ryan Martin) - 베이스 기타
- 제이크 킬머(Jake Kilmer) - 드럼

### 이전 멤버
- 마이크 부스(Mike Booth) - 기타
- 데릭 글레드힐(Derek Gledhill) - 드럼
- 도미닉 위어(Dominic Weir) - 드럼

## 음반 목록
- 《Smile Empty Soul》(2003년)
- 《Anxiety》(미발매)
- 《Vultures》(2006년)